# Distretto di Kitamurayama
Il distretto di Kitamurayama (北村山郡, Kitamurayama-gun?) è uno dei distretti della prefettura di Yamagata, in Giappone.
Attualmente fa parte del distretto solo il comune di Ōishida.
| Controllo di autorità | VIAF (EN) 251140891 · NDL (EN, JA) 00287719 |